# Ciclo anovulatorio
Un ciclo anovulatorio es un ciclo menstrual que se caracteriza por la ausencia de ovulación y de fase lútea. También puede variar en duración respecto a un ciclo menstrual ovulatorio normal.

## Patrones
Si bien el ciclo menstrual humano normal suele durar 4 semanas (28 días, rango 24-35 días) y consta de una fase folicular, una ovulación y una fase lútea seguida de la menstruación o el embarazo, el ciclo anovulatorio tiene duraciones de ciclo de diversos grados.
En muchas ocasiones, los intervalos menstruales se prolongan, llegando a ser de 35 a 180 días (oligomenorrea) o incluso más largos (amenorrea).[cita requerida]
En otros casos, la menstruación puede ser regular (eumenorrea), más frecuente (menos de 21 días) o puede haber un cambio en el patrón menstrual (menorragia, sangrado uterino excesivo, hipermenorrea).[cita requerida]

## Sangrado uterino anormal
El sangrado menstrual normal en un ciclo ovulatorio es el resultado de una disminución de la progesterona debido a la degradación del cuerpo lúteo cuando no se produce la fecundación. Se trata pues de un sangrado por privación de progesterona. 
Como no hay progesterona en el ciclo anovulatorio, (puesto que no sucede la ovulación) el sangrado es causado por la producción de estrógeno sin freno (que debe estar presente para estimular el endometrio en la fase folicular) y la falta de progesterona para sostener el endometrio. Por lo tanto, el sangrado anovulatorio se denomina "sangrado uterino anormal".[cita requerida]

## Riesgos
1. Anemia
2. Pérdida de densidad ósea[1]
3. Cáncer de endometrio
4. Infertilidad

## Diagnóstico
La causa de la anovulación ha de ser investigada en una consulta médica. Las causas más comunes son:
1. Síndrome de ovario poliquístico
2. Amenorrea hipotalámica
3. Perimenopausia
4. Trastornos de la tiroides
5. Hiperprolactinemia
6. Trastornos de la conducta alimentaria
7. Tríada de la atleta
8. Fallo ovárico precoz

En caso de sangrado excesivo o prolongado, el diagnóstico debe ser realizado rápidamente en una consulta ginecológica. Se deben excluir otras causas de sangrado ginecológico, específicamente el sangrado relacionado con el embarazo, los miomas y el cáncer de cuello uterino.

## Gestión
Las mujeres que no ovulan con deseo de gestación necesitan acudir a una consulta médica para determinar el motivo por el cual no ovulan. A menudo se administran medicamentos para inducir la ovulación, como el citrato de clomifeno. Mejorar la alimentación, tratar de disminuir el estrés cotidiano y laboral, e identificar posibles medicamentos que pudieran estar afectando la ovulación, serán el punto de partida en el tratamiento de los ciclos anovulatorios. Determinar la causa de los ciclos anovulatorios será imprescindible para determinar su tratamiento.